# Pelle Lindbergh Memorial
Pelle Lindbergh Memorial är en utmärkelse som tilldelas till den spelare som har imponerat och förbättrat sig mest under en säsong i Philadelphia Flyers. Priset utdelas till minne av målvakten Pelle Lindbergh som omkom i en bilolycka 1985.

## Vinnare
Följande har fått Pelle Lindbergh Memorial:
| Säsong  | Vinnare          |
| ------- | ---------------- |
| 1993–94 | Mikael Renberg   |
| 1994–95 | John LeClair     |
| 1995–96 | Shjon Podein     |
| 1996–97 | Trent Klatt      |
| 1997–98 | Colin Forbes     |
| 1998–99 | Daymond Langkow  |
| 1999–00 | Luke Richardson  |
| 2000–01 | Simon Gagné      |
| 2000–01 | Dan McGillis     |
| 2001–02 | Justin Williams  |
| 2002–03 | Donald Brashear  |
| 2003–04 | Robert Esche     |
| 2005–06 | Joni Pitkänen    |
| 2006–07 | Ben Eager        |
| 2007–08 | Braydon Coburn   |
| 2007–08 | Riley Cote       |
| 2008–09 | Darroll Powe     |
| 2009–10 | Matt Carle       |
| 2010–11 | Andreas Nödl     |
| 2011–12 | Scott Hartnell   |
| 2012–13 | Jakub Voráček    |
| 2013–14 | Michael Raffl    |
| 2014–15 | Chris VandeVelde |
| 2015–16 | Brayden Schenn   |
| 2016–17 | Radko Gudas      |
| 2017–18 | Sean Couturier   |
| 2018–19 | Travis Sanheim   |
| 2019–20 | Scott Laughton   |
| 2020–21 | Joel Farabee     |
| 2021–22 | Travis Sanheim   |
| 2022–23 | Owen Tippett     |
| 2023–24 | Cam York         |